# Péron
Péron – miejscowość i gmina we Francji, w regionie Owernia-Rodan-Alpy, w departamencie Ain.

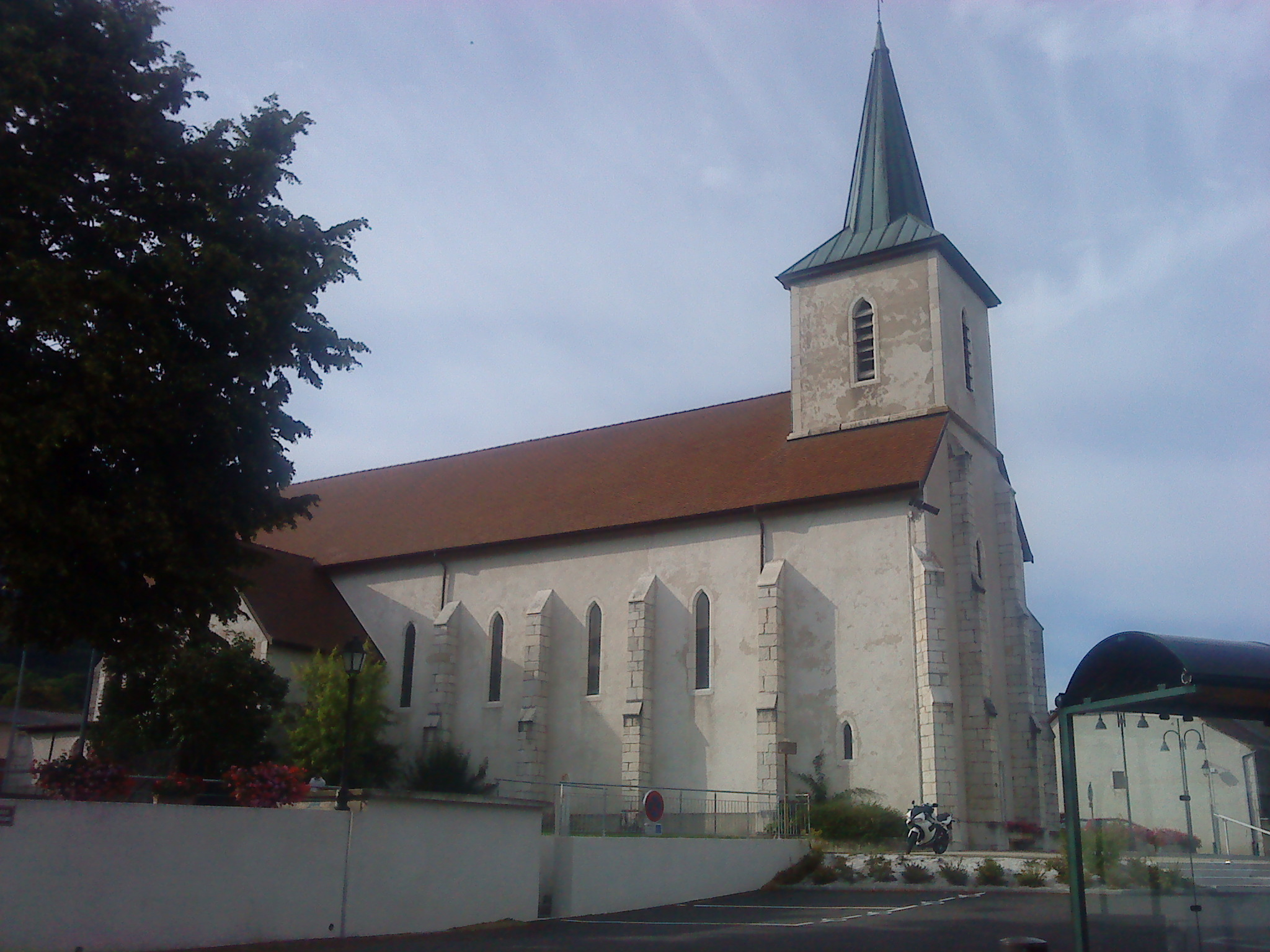
Kościół św. Antoniego (2012 r.)

## Demografia
Według danych na styczeń 2012 roku gminę zamieszkiwało 2371 osób, a gęstość zaludnienia wynosiła 91,2 osób/km².